# Catherine Grey

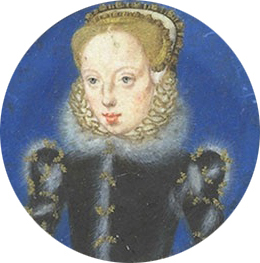
Catherine Grey

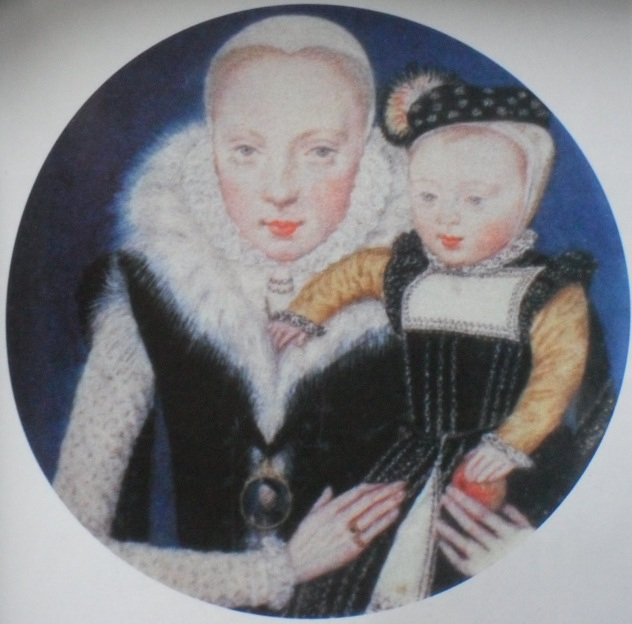
Catherine Grey, grevinnan av Hertford med sin äldste son Edward Seymour, Lord Beauchamp.

Lady Catherine Grey (ibland stavat Katherine) född ca 1539, död i januari 1568, grevinna av Hertford, var en engelsk tronföljare. Hon nämndes som nummer fem i tronföljden i Henrik VIII:s testamente 1547, och blev informellt nummer två tronföljden efter Elisabeth 1558. Hon spelade en viktig roll i tronföljden efter Elisabet I.
Hon var den andra överlevande dottern till Henry Grey, 1:e hertig av Suffolk och Frances Brandon. Hon var yngre syster till Jane Grey och äldre syster till Mary Grey. Hennes morföräldrar var Charles Brandon, 1:e hertig av Suffolk och Maria Tudor av England; Maria Tudor var dotter till Henrik VII av England och Elisabet av York och yngre syster till Henrik VIII av England.

## Äktenskap
Catherine gifte sig med Henry Herbert, son till William Herbert, 1:e earl av Pembroke i maj 1553, samma dag som hennes syster Jane gifte sig med Guilford Dudley. Efter bröllopet bosatte sig Catherine med sin make på Baynard's Castle vid Themsen. 
Jane Grey var utsedd som efterträdare till Edvard VI av England, son till Henrik VIII och hans tredje drottning Jane Seymour. Edvard VI avled 6 juli 1553 och Jane utropades till drottning 10 juli. Edvard VI hade strukit sina äldre halvsystrar Maria, dotter till Henrik VIII med hans första drottning, Katarina av Aragonien, och Elisabet, dotter till Henrik VIII med hans andra drottning Anne Boleyn, från successionsordningen. 
Jane avsattes och Maria blev drottning 19 juli 1553. Earlen av Pembroke ville inte ha med familjen Grey att göra och kastade ut Catherine från sitt hem och fick det ofullbordade äktenskapet annullerat. 
Jane avrättades 12 februari 1554 och Maria regerade fram till att hon dog en naturlig död 17 november 1558. Hon var Filip II av Spaniens andra maka. Hon dog barnlös och efterträddes av sin yngre halvsyster Elisabet.

## Tronarvinge
Elisabet var också ogift och barnlös. Frågan om hennes efterträdare gjorde att Catherine Grey lyftes fram. Som dotterdotter till Maria Tudor hade hon giltiga anspråk på tronen. Enligt Henrik VIII:s testamente var hon näst i tur efter Elisabet, och därmed utgjorde hon ett hot mot drottningen på samma sätt som hennes syster Jane varit för Elisabets syster Maria. Trots detta ska Elisabet vid en tidpunkt tyckt om Catherine, som en möjlig protestantisk arvtagare och det ryktades om att hon övervägde att adoptera henne.

## Andra giftermålet
Under sin tid vid drottning Marias hov hade hon blivit vän med Jane Seymour, dotter till Edward Seymour, 1:e hertig av Somerset och niece till den framlidna drottningen Jane Seymour. Genom Jane träffade Catherine hennes bror Edward Seymour, 1:e earl av Hertford, och blev förälskad. De gifte sig i hemlighet år 1560. Vigseln ägde rum i Edwards hus i Canon Row, med Jane Seymour som det enda vittnet.
Drottning Elisabet, som inte kände till äktenskapet, sände Edward till Frankrike med Thomas Cecil, äldste son till William Cecil. De båda reste runt i Europa för att utbilda sig. Jane Seymour, som alltid varit sjuklig, avled i tuberkulos. Catherine var ensam och utan vänner vid hovet.

## Fångenskap
Catherine dolde äktenskapet för alla tills hon var gravid i åttonde månaden, då erkände hon först inför Bess av Hardwick och sedan inför Robert Dudley, 1:e earl av Leicester. Oturligt för Catherine kunde ingen av de hon berättat för hjälpa henne och Dudley avslöjade snart allt för drottningen. 
Elisabet blev mycket arg över att hennes kusinbarn gift sig utan hennes tillåtelse och hon gillade inte hennes val av make. Catherine fängslades i Towern, liksom Edward då han återvände till England. Till och med Bess av Hardwick fängslades eftersom Elisabet trodde att äktenskapet var en del av en större konspiration.
Äktenskapet annullerades 1562 men resulterade i två barn, som båda föddes i Towern:
- Edward Seymour, baron Beauchamp av Hache, (1561–1612).
- Thomas Seymour (född 1563).

Catherine Grey avled i januari 1568. Hennes barn betraktades först inte som möjliga arvtagare till kronan på grund av det annullerade äktenskapet, vilket gjorde dem illegitima, men senare under Elisabets och även under Jakob I av England:s regeringstid betraktades de som potentiella tronarvingar.  
Catherines son Edward Seymour, baron Beauchamp, hade i sin tur en son, Catherines sonson William Seymour, 2:e hertig av Somerset, som senare skulle få problem i samband med sitt hemliga äktenskap med Arabella Stuart, en annan kusin med anspråk på Englands tron.